# Wahlen 1911
◄◄ | ◄ | 1907 | 1908 | 1909 | 1910 | Wahlen 1911 | 1912 | 1913 | 1914 | 1915 | ► | ►►

Weitere Ereignisse
Eine Auswahl von Wahlen, die im Jahre 1911 stattfanden:
- am 2. und 3. Januar die Parlamentswahl in Finnland 1911
- am 28. Mai die Wahl zur Verfassunggebenden Nationalversammlung in Portugal
- vom 13. Juni bis 20. Juni die Reichsratswahl 1911 in Cisleithanien innerhalb Österreich-Ungarns
- am 4. September die Parlamentswahl in Bulgarien
- am 10. September die Wahl zum Schwedischen Reichstag 1911
- am 21. September die Kanadische Unterhauswahl 1911
- am 29. September (Hauptwahl) und 13. Oktober (Stichwahlen), die Wahl zum Oldenburgischen Landtag 1911
- am 22. Oktober und 29. Oktober die Landtagswahl 1911 zur 2. Kammer des Landtags des Reichslandes Elsaß-Lothringen
- am 25. Oktober die Schweizer Parlamentswahlen 1911
- am 3. November 1911 die Landtagswahl 1911 zur 2. Kammer der Landstände des Großherzogtums Hessen
- die Landtagswahl zum Landtag der Stadt Triest
- im Dezember Wahlen in Ceylon 1911
- am 29. Dezember Präsidentenwahlen zur provisorischen Regierung der Republik China, es gewann Sun Yat-sen